# Admannshagen-Bargeshagen
Admannshagen-Bargeshagen là một đô thị thuộc huyện Rostock (trước thuộc huyện Bad Doberan), bang Mecklenburg-Vorpommern, Đức. Đô thị này có diện tích 15,68 km², dân số thời điểm ngày 31 tháng 12 năm 2006 là 2859 người.